# Itzling Ost
Itzling Ost, auch Gleisdreieck genannt, ist ein Siedlungsraum des Stadtteils Itzling der Statutarstadt Salzburg. Die Ortslage am Stadtrand ist durch Gewerbeansiedlungen mit kleineren Einzelhaussiedlungen geprägt.

## Geographie
Itzling Ost liegt im Norden der Stadt, etwa 3 Kilometer vom Stadtzentrum entfernt, südlich der Anschlussstelle Salzburg-Nord der West Autobahn (A1).
Der Stadtteil umfasst etwa 125 Gebäude mit um die 500 Einwohnern.
Er umgrenzt sich mit der Westbahn im Nordosten, der Salzburg-Tiroler-Bahn im Süden, und der Bahnspange Westbahn–Salzburg-Tiroler-Bahn/Verschiebebahnhof im Osten.
Statistisch bildet das Gleisdreieck einen Zählsprengel (422), der zum Zählbezirk Sam/Kasern (42) gehört, nach der Stadtgliederung Salzburgs gehört er aber zu Itzling.
Nachbarortslagen
| Plainbergfuß                      |                                             | Bergsam (Stt. Langwied) |
| Itzling Mitte                     | Kompassrose, die auf Nachbargemeinden zeigt | Sam (Stt. Langwied)     |
| Schallmoos West (Stt. Schallmoos) | Schallmoos Ost (Stt. Schallmoos)            | Gnigl Nord (Stt. Gnigl) |

## Geschichte

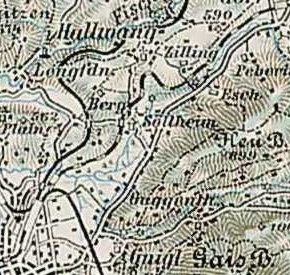
„M^{ia}Plain, Söllheim“. Franzisco-Josephinische Landesaufnahme, Blatt 31–48 Salzburg, um 1900 (mit Gleisstern Elisabethbahn, Salzkammergut-Lokalbahn, Salzburg-Tiroler-Bahn)

Der Landschaftsraum am Fuße des Plainberges hieß früher Rettenlack. mit dem gleichnamigen Bauerngut, einst leicht erhöht über der nassen Talniederung gelegen. Hier entwickelte sich im 19. Jahrhundert eine große Ziegelei, wo der durch Abbau von unter dem Torf gewonnene Lehm zu Maumaterial gebrannt wurde. Die Fluren gehörten ursprünglich teils zur Gemeinde Gnigl, teils zur Gemeinde Hallwang, und wurde 1935 respektive 1939 nach Salzburg eingemeindet.

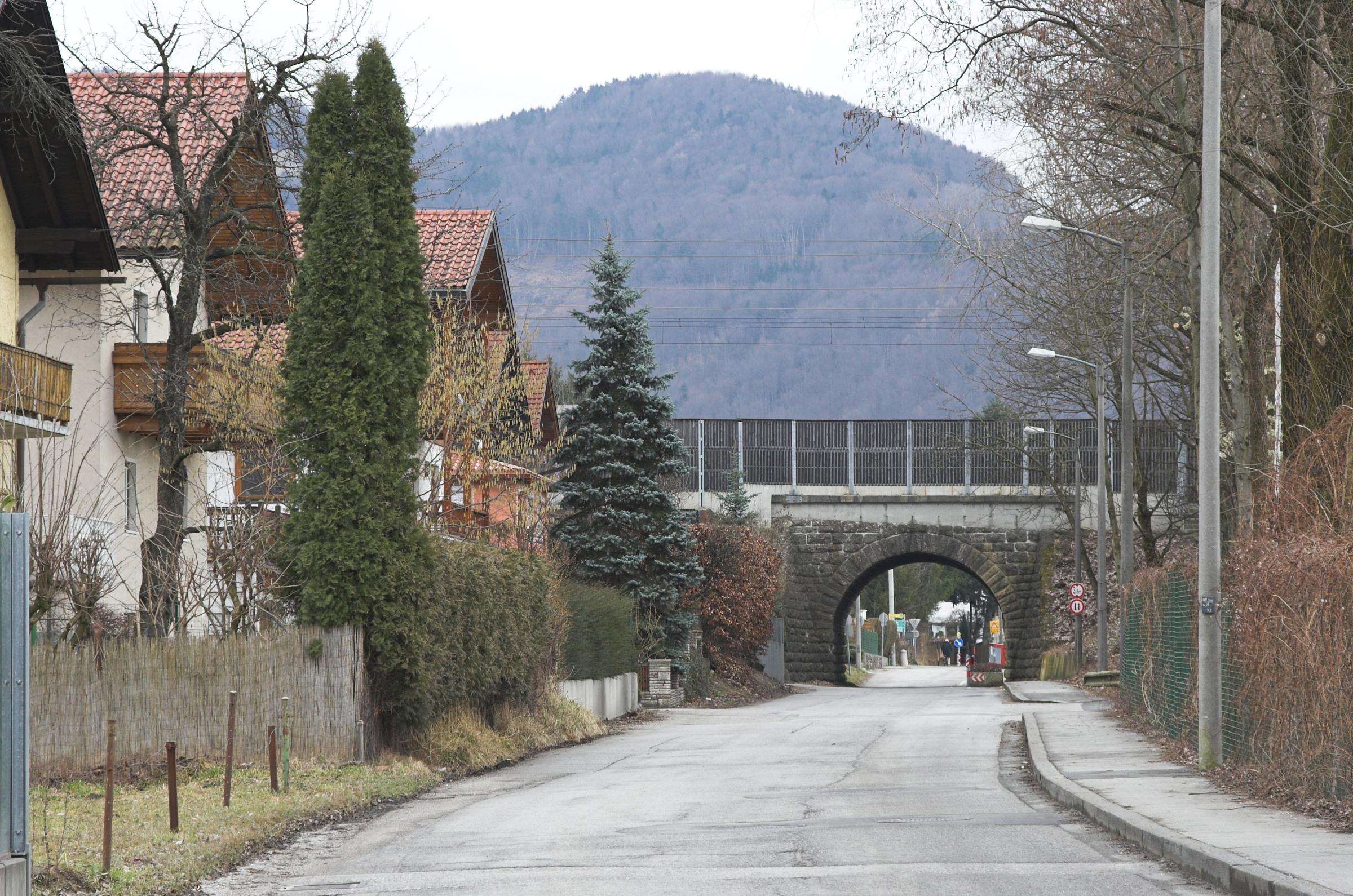
Viadukt der Ischlerbahn unter der Bahnspange (gegen Heuberg)

Der Siedlungsraum wurde nach dem Bau der Elisabeth-Bahnlinie (heutige Westbahn) ab den 1860ern bald auch östliches Itzling oder drenteres Itzling (‚drüberes Itzling‘, jenseits der Bahn gelegen) genannt. Durch den Bau der Bahnspange Westbahn–Salzburg-Tiroler-Bahn zum Rangierbahnhof in der Zwischenkriegszeit wurde es auch vom Raum Sam isoliert, und ab dann – völlig von Geleisen umgrenzt – als Gleisdreieck bezeichnet.
Mitten durch das Gebiet verlief ab 1891 die Salzkammergut-Lokalbahn (SKGLB), die erst 1953 abgebaut wurde, die Trasse sind die heutigen Landstraße–Samstraße.

### Gewerbegebiet und Ziegeleisiedlung

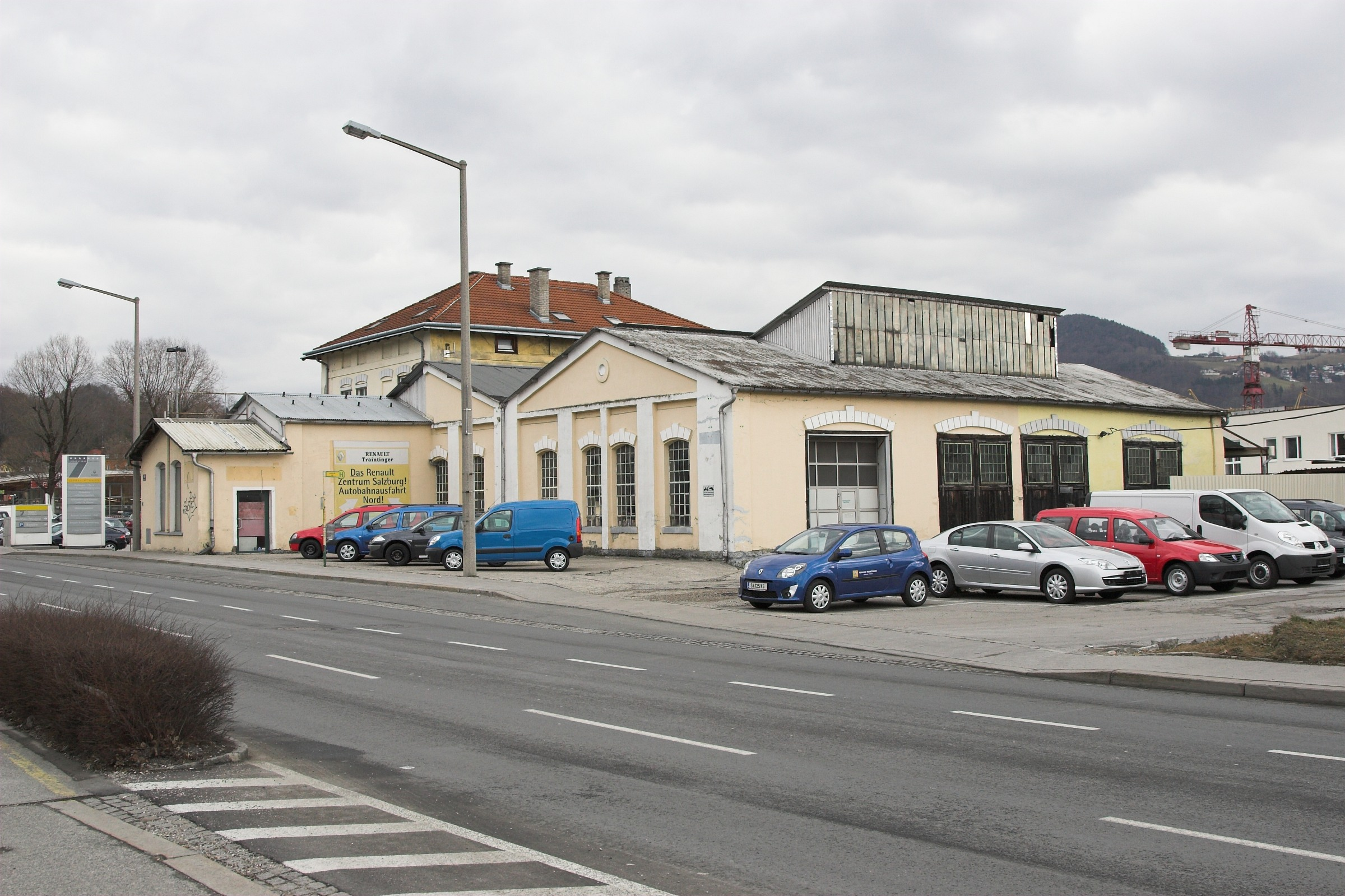
Remise der SKGLB

Der Bereich um die Ziegeleistraße und die Landstraße ist vor allem im Süden wesentlich durch Gewerbebauten geprägt. Die Rettenlackstraße erinnert an den früheren Namen. Der Standort zeichnete sich durch die Umschlaglage von Frachtenbahn der Westbahn/Lokalbahn und Ischlerbahn (Salzburg Frachtenstation, km 61,6) und die Remise der Ischlerbahn (Salzburg Itzling Werkstätte, km 61,4, heute Kfz-Werkstätte), und ab den späten 1950ern die nahe Autobahn aus.
Nur gegen Sam hin erstreckt sich am Alterbach ein kleiner Siedlungskern, Ziegeleisiedlung genannt, der die frühere Einmündung des Semererbachs (Samerbachs) markiert, und etwa ab der Jahrhundertwende entstand, bevor er vom Gewerbegebiet und der Bahnspange umwachsen wurde.

### Siedlung Grüner Wald
Ganz im Norden findet sich nördlich von Landstraße und Samstraße (an Maxstraße und Negrellistraße) ein Kern an kleinen Wohnbauten, der im Westteil in der Zwischenkriegszeit, im Ostteil nach dem Zweiten Weltkrieg durch Rodung von Wald unweit des einstigen Gasthofes Grüner Wald entstanden ist, und ortüblich Siedlung Grüner Wald genannt wird. Der Name Maxstraße erinnert dabei an den ehemaligen Obmann der Salzburger Siedlungsgenossenschaft, welche den älteren Siedlungsteil anlegen ließ.
Die Reste des Waldes sind als Wallpachwald ein geschützter Landschaftsteil.

## Verkehr

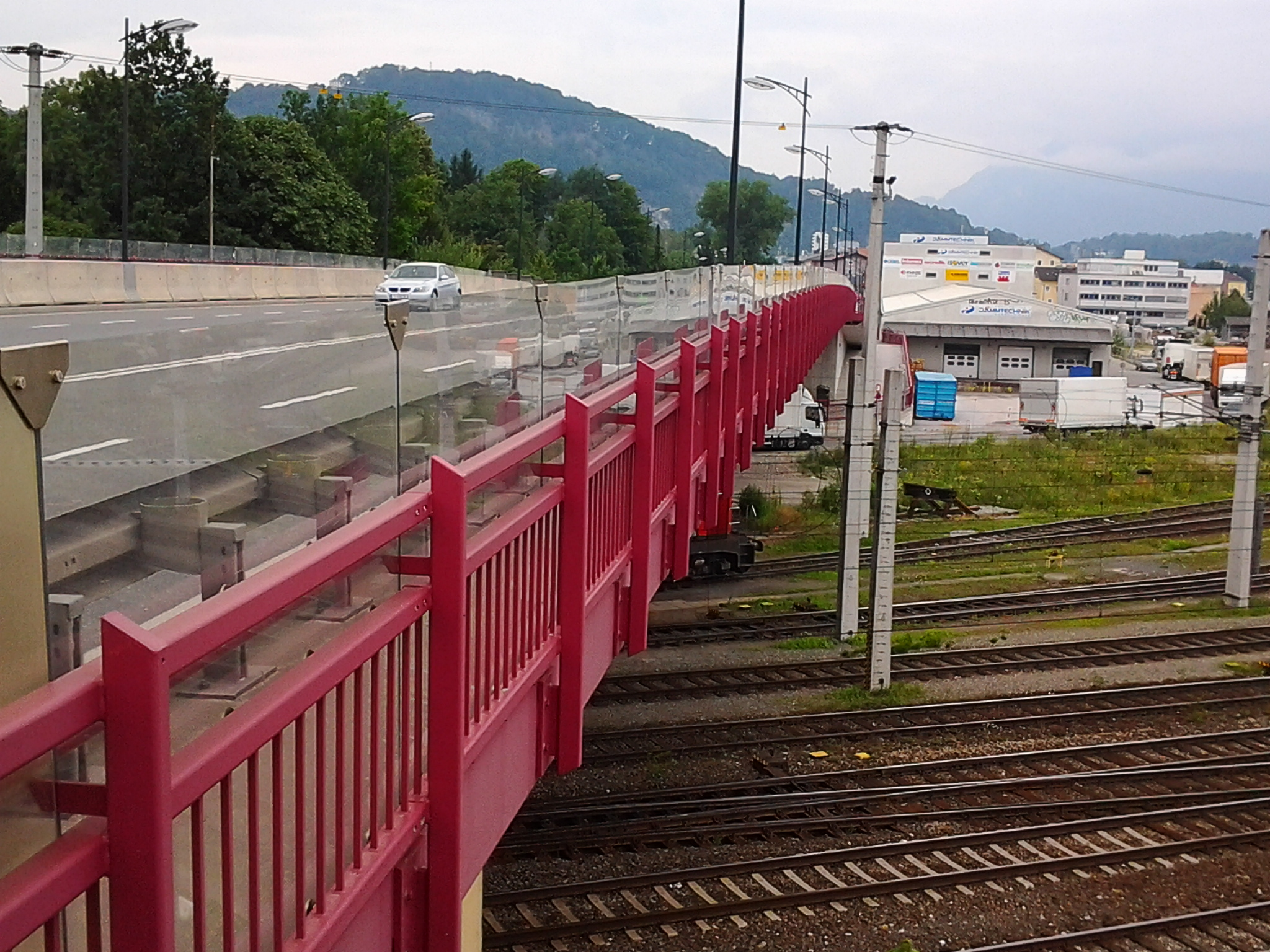
Fürstenwegbrücke (Baron-Schwarz-Brücke), Blick stadteinwärts Richtung Schallmoos zum Kapuzinerberg und Untersberg

Am Westrand des Stadtgebiets verläuft als Hauptverkehrsachse die Salzburger Bundesstraße (B150), hier Vogelweiderstraße, die Einfallsstraße in den Norden Salzburgs. Der Stadtteil liegt aber durch die Gleisumgrenzung weitgehend isoliert. Die Fürstenwegbrücke (Baron-Schwarz-Brücke) quert für die Vogelweiderstraße die Tirolerbahn nach Schallmoos, zur Autobahn führt sie durch das Westbahnviadukt. Vom Bahnhof kommt – als Einbahn – die Landstraße zur Viaduktkreuzung. Von dort leitet sie weiter in den Stadtteil und führt in Verlängerung als Samstraße durch das alte Ischlerbahnviadukt nach Sam. Kurz vorher leitet die Ziegeleistraße zur Bachstraße nach Gnigl-Nord. Außer diesen vier Viadukten und der Brücke gibt es keine Zufahrt.

## Nachweise
- 50101 – Salzburg. Gemeindedaten der Statistik Austria
- Itzling. In: Salzburger Nachrichten: Salzburgwiki.

1. ↑  Wallpachwald und Tümpel in Sam im Naturschutzbuch des Landes Salzburg